# 藥物成本
藥物成本（英語：Medication costs），是許多人，以及醫療系統常見的醫療衛生費用。處方費用（英語：Prescription costs）指的是發生在最終用戶的藥物成本。藥物成本受多種因素的影響，例如專利、利益相關者影響力、還有營銷費用。許多國家/地區，包括加拿大、歐洲部分地區、和巴西在內，都使用外部參考定價作為比較價格和確定特定藥物基本價格的方式。
這種費用有好幾種表達的方式，包括每日規定的劑量費用、每特定期間的費用，醫生開立的標準日劑量費用、以及與國內生產總值（GDP）作比較的費用。

## 定義
藥物成本的分類有：藥廠的銷售價格、銷售價格加上運費、批發價格、零售價格、和藥劑師配藥價格（dispensed price）
藥劑師配藥價格（或稱處方費用（prescription cost））的定義是患者根據醫師開立的處方箋，獲得藥物或治療而必須支付的費用。成本通常受到藥廠、批發分銷商、和藥房之間財務關係的影響。除了財務關係，每個國家都會利用不同的系統來控制處方藥的成本。在美國，藥品福利管理者，第三方組織（例如私人保險或政府運作的醫療保險）會設立成本控制計劃，例如建立處方表，以控制成本。在英國，政府會與製藥產業談判，共同制定藥品費用增長的整體上限，另外，國家卓越醫療衛生研究所（NICE）還會針對各個處方藥定價的成本效益做評估。國民保健署（NHS）也會直接與各個藥廠就某些特殊藥品進行價格談判，以及在有多種通用名藥物或是專利藥物可用於治療相同病症的情況時，採用競價的採購方式。處方費用是病人的常規醫療費用，對弱勢群體來說就意味著經濟壓力。美國的患者有了醫療保險，對於處方費用需要支付共付額（患者每次在領藥或者就診必須支付的金額）、自負額（患者在保險公司開始分擔費用之前，必須自行支付的金額）、和共同保險費用（患者在支付自負額後，必須與保險公司共同負擔的金額）。達到患者保險中的自付費用上限後，保險公司就需對於其餘的費用作100％的支付。患者支付的金額數目，取決於他們所擁有醫療保險計劃的條件。
截至2017年，處方費用對GDP的比率，從高收入國家的15％以上，到中低收入國家和低收入國家的25％不等。:418

## 各式因素
| 藥物名稱     | 美國      | 加拿大    | 英國      | 西班牙    | 荷蘭      |
| ------------ | --------- | --------- | --------- | --------- | --------- |
| 恩博         | 2,225美元 | 1,646美元 | 1,117美元 | 1,386美元 | 1,509美元 |
| 塞來昔布     | 225美元   | 51美元    | 112美元   | 164美元   | 112美元   |
| 醋酸格拉替雷 | 3,903美元 | 1,400美元 | 862美元   | 1,191美元 | 1,190美元 |
| 度洛西汀     | 194美元   | 110美元   | 46美元    | 71美元    | 52美元    |
| 阿達木單抗   | 2,246美元 | 1,950美元 | 1,102美元 | 1,498美元 | 1,498美元 |
| 埃索美拉唑   | 215美元   | 30美元    | 42美元    | 58美元    | 23美元    |

要為出售給公眾的任何藥物作定價，都是令人望而生畏的工作。根據《富比士雜誌》的說法，為新藥設定很高的價格可能會遭遇問題，因為醫生會迴避開立這種藥品，這樣做的治療成本會太高。設定過低的價格可能會給人卑下的感覺，因為用這項藥品來作治療而言似乎效力太"弱"。像美國藥廠如輝瑞公司等的內部，有整個部門致力於成本分析，運用許多不同的定價策略和考慮因素，來研究和評估新藥物的價格。不管定價策略如何，其中最重要的共同目標就是利潤極大化。
右邊圖表顯示出不同國家/地區的藥物定價差異，是不同的市場條件和政府法規所產生的結果。例如，加拿大設有聯邦專利藥品價格審查委員會（PMPRB），這個委員會不會設定藥品價格，但它會進行審查，並決定價格不會過於昂貴。

### 營銷費用
2012年亞歷山大·艾希勒（Alexander Eichler）的一項研究結果顯示，藥物的營銷費用是研究費用的2到19倍。

### 研究與開發
藥物的研究與開發，需要做大量的研究工作，通常是由公共部門所提供。
此外，藥廠在生產藥物之前也會從事大量的研究。下表是根據阿斯利康製藥提供的各家藥廠在2013年的研發費用統計。
| 藥廠         | 被核准藥物的數目 | 每種藥物的研發費用 (美金百萬元) | 1997年到2011年研發費用總數 (美金百萬元) |
| ------------ | ---------------- | ------------------------------- | --------------------------------------- |
| 阿斯利康製藥 | 5                | 11,790.93                       | 58,955                                  |
| 葛蘭素史克   | 10               | 8,170.81                        | 81,708                                  |
| 賽諾菲       | 8                | 7,909.26                        | 63,274                                  |
| 羅氏         | 11               | 7,803.77                        | 85,841                                  |
| 輝瑞         | 14               | 7,727.03                        | 108,178                                 |
| 強生公司     | 15               | 5,885.65                        | 88,285                                  |
| 禮來公司     | 11               | 4,577.04                        | 50,347                                  |
| 美國雅培     | 8                | 4,496.21                        | 35,970                                  |
| 默克藥廠     | 16               | 4,209.99                        | 67,360                                  |
| 百時美施貴寶 | 11               | 4,152.26                        | 45,675                                  |
| 諾華         | 21               | 3,983.13                        | 83,646                                  |
| 安進         | 9                | 3,692.14                        | 33,229                                  |

瑞士羅氏公司公司首席執行官塞弗林·施萬在2012年報告說，羅氏公司在2014年的研發費用是84億美元，是美國國家衛生院預算總額的四分之一。觀察藥廠追逐利潤的性質及公司的研發費用，公司會把研發費用當作一個起點，用來推算出適當，但可產生利潤的藥物價格。
在藥物進入市場之前，藥廠會花費大量的研發資金。成本可進一步分為三個主要領域：發現藥物特定的治療領域、臨床試驗、和失敗的藥物。

#### 發現
藥物發現的過程，先涉及科學家確定引起特定疾病的病原體、病毒、和細菌。所花費的時間範圍從3到20年，成本在幾百萬到幾千萬美元之間。研究小組試圖分解疾病成分，以發現人體內發生的異常事件/過程。做到這樣，科學家們才可藉助電腦模型來開發出化合物，用來針對這些異常現象作治療。
在"發現"及開發出化合物的階段之後，藥廠進一步向美國食品藥品監督管理局（FDA）提出新藥臨床研究申請（IND）。在FDA對新藥進行調查並批准之後，藥廠就可進入臨床前開發，和臨床試驗的階段。

#### 實驗
藥物開發和臨床前開發的重點是用在非人類的對象，致力於諸如實驗大鼠的動物研究。
FDA需要最少三階段的臨床試驗，以評估藥物的副作用和有效性。針對FDA在2015年至2016年期間所批准藥物的試驗成本作分析，在138個臨床試驗中，有59種新的藥物被批准。這些試驗費用的中位數估計約為1,900萬美元。
- 第一階段需時幾個月，用來評估藥物的安全性和劑量。目的是確定藥物如何對身體發生影響。[25]
- 第二階段需時幾個月至兩年，目的是評估藥物的功效和副作用。[25]
- 第三階段需時1至4年，目的是繼續評估和監測藥物的功效和副作用。第三階段用在確定藥物對它要治療的患者群體的風險和益處。[25]
- FDA批准藥物之後則進行第四階段試驗，目的是繼續監測藥物的安全性和有效性。[25]

在前述的階段之中，第三階段是藥物開發過程中花費最大的時期。單獨一個第三階段試驗費用可能高達1億美元，約佔藥廠開發藥物成本的90％。

#### 失敗的藥物
藥物從研究實驗室到患者身上的過程裡，"發現"和臨床試驗就需要大約12年，其中已經進行臨床前開發的所有藥物之中，只約有10％能進入到實際的人體測試。 每個藥廠（它們各有有數百種藥物進出這些階段）將永遠無法收回“失敗藥物”的成本。因此，從任何一種藥物獲得的利潤，就需要用來彌補以前的“失敗藥物”的成本。

#### 藥物開發成本與定價關係
總體而言，與治療用藥物相關的研發費要用數十億美元來計算。例如據報導，阿斯利康製藥為每種藥物作研究和開發，平均花費高達110億美元。這110億美元僅包括"發現"成本、臨床前開發和臨床試驗成本、以及其他費用。如果把"失敗藥品"的費用加入計算，開發的成本就會更高。

### 利益相關者
患者和醫生也可間接地在藥物定價方面提供一些影響。美國的客戶對諸如新近的乙胺嘧啶（商品名Daraprim）和雷迪帕韋/索非布韋（商品名Harvoni）等"奇蹟"藥物的高價提出抗議，這兩種藥物都嘗試治愈或治療主要的諸如人類免疫缺乏病毒（簡稱HIV）/愛滋病，和C型肝炎等疾病。在許多情況下，公眾的強烈抗議可成功的控制甚至決定某些藥物的價格。例如，治療弓蟲症的Daraprim遭到強烈抗議。藥廠Vyera製藥把這種藥物的價格提高5,500％，從每片13.50美元提高到750美元。在2016年民主黨總統候選人希拉蕊·柯林頓和伯尼·桑德斯同聲譴責之後，藥廠表示將降低價格，但後來又決定不降價。
隨著最近哄抬價格的趨勢，立法者就提出改革建議以遏制這些上漲，從而有效地控制美國的藥品定價。
Eculizumab（商品名Soliris）僅用來治療兩種極為罕見的疾病，因此消費者數量極少，使其成為一種孤兒藥。Soliris仍然可以賺錢，因為每位患者每年需要支付超過40萬美元的高價。這種藥物的好處很大，因為它可以治愈非常罕見的疾病，用別的治療方式將會花費更高的費用，保險公司和醫療機構因此得以節省達數百萬美元。因此，保險公司和醫療機構願意支付這樣的價格。

### 公共政策
一些國家的政策制定者已對製藥公司提高藥品價格方面設下限制。 2017年，民主黨領導人提議設立一個新的聯邦機構，以調查，甚至可處罰那些做不合理漲價的藥廠。藥廠被要求在實施漲價後至少30天內提交藥物“價格大幅上漲”的理由說明。根據這項提案的條款，邁蘭藥廠對其艾筆腎上腺素注射筆（EpiPen）廣為宣傳的價格漲幅會低於大幅漲價的標準，而Vyera製藥的Daraprim一夜之間價格上漲5,000％，則符合建議中“大幅上漲”的定義。

### 專利
決定藥物價格的最重要因素之一是是否同時有競爭藥物和治療的存在。藥物價格往往會因有兩個或更多藥廠生產治療同一疾病的藥物而降低。
專利法賦予藥廠在一段時間內擁有藥品的銷售專利權，藥廠因而可收取高昂的壟斷價格。例如，美國專利法授予專利權的期限是20年。之後，不同藥廠可出售同一產品（稱為學名藥），學名藥的出現通常會導致價格大幅下降並可能改變市場市場佔有率。常用的兩項專利是方法專利和給予藥物的產品專利。方法專利僅給予開發公司在產品製造方法知識權利的主張，因此競爭對手可透過不同的方法製造出相同的藥物而規避違反專利的問題。
在某些情況下，新的療法比舊療法更有效，或是給定的藥物對於某些患者會比競爭對手更有效。不完全的替代品與完美替代品相比，侵蝕價格的能力就比較低。
一些國家/地區會提供附加的短期競爭保護措施，例如測試數據獨占性或補充保護證書。在某些轄區中，針對罕見病的孤兒藥藥廠還可採取其他激勵措施，包括擴大壟斷保護、稅收抵免、免除收費、以及由於受影響患者人數少而放鬆審批程序。

### 透明度
在2019年，美國有團體努力設法提高在電視廣告中藥品價格的透明度。然而製藥業成功地在立法程序中把這項提議推翻。

## 對消費者的影響
當藥物價格上漲，需要用到藥物的消費者的生活品質就會下降。患者因為醫藥費用上漲，更有可能會改變他們的生活方式，減少在雜貨、娛樂、和日常家庭需求上的花費。他們更有可能會陷入舉債，或推遲已存在債務的償還。高昂的藥品價格會讓人們無法為退休作儲蓄。一般人碰到支付醫療費用方面的問題，情況並不罕見。有些人由於缺乏金錢而無法獲得所需的醫療服務。在低收入和中等收入國家，多達90％的人使用自付費用的方式購買藥物。

### 常用的降低成本方法
消費者則是靠盡力節省來應對藥品價格的上漲。對於有心把藥物成本降低的消費者，最常推薦的方式是讓他們告訴自己的醫生和藥劑師，他們需要省錢，請他們指點有用的方法。醫生和藥劑師是專業人士，非常了解他們自己的領域，並且擁有關於降低成本的可靠資訊來源。
根據不同國家所實施的衛生政策，是有可能不必諮詢醫療衛生提供者或者透過雇主，而可讓人找到最便利和負擔得起的醫療保險計劃。但是，那些透過個人市場單獨購買醫療保險的人，最容易碰到保險不足的情況，因此會有碰到較高處方費用的機會。
縱然是在同一個地理區域之內，不同藥房間的藥品價格也可能有很大差異。因此，有些人到多家藥房查詢價格以便找到更低的價格。網路藥房可提供低廉的價格，但是許多使用網路服務的消費者都曾碰過網絡詐騙和其他問題，例如從海外運送而來而需花費的較長時間，以及在品質保證、偽藥及安全性所產生的顧慮。
一些消費者要求醫生提供價格較便宜的學名藥來降低成本。由於藥廠通常按照藥丸數量而不是按藥丸包含的劑量來定價，因此消費者有時可購買雙劑量的藥丸，經過醫生允許而自行做藥丸分割，利用這種方式來節省費用。

### 無力購買
像美國這樣沒有全民醫療衛生服務的國家，患者需為處方藥支付的自付費用之高，導致約有25%的人無力負擔。譬如在抗肥胖症藥物，由於價格高昂而造成許多“最能透過減肥而受益的人，卻買不起這類藥物”。一項研究發現，美國醫療保險（Medicare）受益人，但無補助的患者中，在抗癌處方、C型肝炎處方以及針對免疫系統疾病或高膽固醇血症改善用處方，患者並未繼續購買的比率各為30%、22%及超過50%。

### 對醫療系統的影響
雖然有人的結論是：“藥物開發可能仍是一個昂貴和資源密集型的工作”，但一項研究發現，製藥產業針對世界衛生組織基本藥物標準清單中的多樣藥物可用非常低的成本生產，卻產生相當的利潤，譬如在英國以及南非，有些基本藥物就以遠高於成本的價格出售。
全球在2020年的處方藥支出估計約為1.3兆美元，“高昂的處方藥成本威脅到醫療衛生預算，並對其他需要公共資金的領域造成限制”。

## 不同地區間的比較

### 美國
美國的處方藥價格一直是世界上最高的。處方藥的高成本已成為新的千禧年中的重要話題，導致在2009年發生的美國醫療衛生改革辯論，並在2015年又受到新的關注。高昂的價格歸因於政府給予藥廠壟斷的權力，還有政府機構缺乏談判價格的能力。
個人可加入醫療保險計劃，保險計劃通常會包括有處方藥費用的覆蓋。但是，保險公司透過建立自己的處方表，來決定它們會覆蓋哪些藥物。如果藥物不列在此清單中，則保險公司會有可能要求人們支付更多的自付費用。在此類核准的藥物清單中，通常還會分成不同的等級，保險公司對於某些藥品的成本，會提供部分覆蓋，但是對於他們偏好，價格更便宜的替代藥品則會提供完全的覆蓋，
聯邦醫療保險D部分是Medicare的其中一項計劃，可為65歲及以上的患者，協助支付他們的處方藥費用。從2010年到2018年，D部分計劃在災難性保險階段的支出 "幾乎翻了兩番（四倍）"。支出翻倍歸因於處方藥的價格上漲。

### 英國
處方藥費用在英國的四个构成国中並不一致。在威爾斯、蘇格蘭、和北愛爾蘭三國，這種費用已完全免除，但截至2021年4月1日在英格蘭，成人仍需繳納費用，每次為9.35英鎊，對於適用統一福利救濟金資格的人，有費用補助。

### 發展中國家
在發展中國家，藥物成本佔醫療衛生費用的25％至70％。大多數人無力負擔許多的藥物成本。國際間的協議和藥廠都嘗試以低成本方式來提供藥物，這些藥物是由藥廠本身所提供，或是利用在當地生產學名藥的方式（但在其他地方則仍受專利保護）。如果有國家連生產能力都沒有，則使用進口這類學名藥的方式來解決。
關於專利藥品的仿製版本的法律框架已在2000年《杜哈TRIPS協定與公共衛生宣言》（簡稱宣言）和後來在2005年的協議與貿易有關的知識產權協定（簡稱協議）中正式確定（關於利用仿製版本藥品，請參考宣言中的Paragraph 6部分，以及協議中的Access to essential medicines部分）。

## 延伸阅读
- Alexander GC, Casalino LP, Meltzer DO. . Archives of Internal Medicine. March 2005, 165 (6): 633–6. PMID 15795338. doi:10.1001/archinte.165.6.633.
- Alexander GC, Tseng CW. . Cleveland Clinic Journal of Medicine. May 2004, 71 (5): 433–7. PMID 15195778. doi:10.3949/ccjm.71.5.433.
- Alexander GC, Casalino LP, Tseng CW, McFadden D, Meltzer DO. . Journal of General Internal Medicine. August 2004, 19 (8): 856–60. PMC 1492500 . PMID 15242471. doi:10.1111/j.1525-1497.2004.30249.x.
- Pham HH, Alexander GC, O'Malley AS. . Archives of Internal Medicine. April 2007, 167 (7): 663–8. PMID 17420424. doi:10.1001/archinte.167.7.663.
- Rabbani A, Alexander GC. . American Journal of Hypertension. May 2008, 21 (5): 509–13. PMID 18437141. doi:10.1038/ajh.2008.31.

## 外部連結
- Database of International Medication Prices （页面存档备份，存于）
- International Medical Products Price Guide （页面存档备份，存于）
- Multi-country price sources （页面存档备份，存于）